# Euxoa vulpina
Euxoa vulpina là một loài bướm đêm trong họ Noctuidae.